# Thaumaglossa rufocapillata
Thaumaglossa rufocapillata is een keversoort uit de familie spektorren (Dermestidae). De wetenschappelijke naam van de soort werd in 1867 gepubliceerd door Redtenbacher.